# Apple Public Source License
Apple Public Source License (APSL) – licencja oprogramowania stworzona przez Apple Inc. dla systemu operacyjnego Darwin. Free Software Foundation zatwierdziła Apple Public Source License 2.0 jako licencję wolnego oprogramowania.
Licencja ta nie jest zgodna z GNU General Public License i Copyleft, ponieważ zezwala na łączenie z plikami objętymi prawami autorskimi.